# Extreem strijken

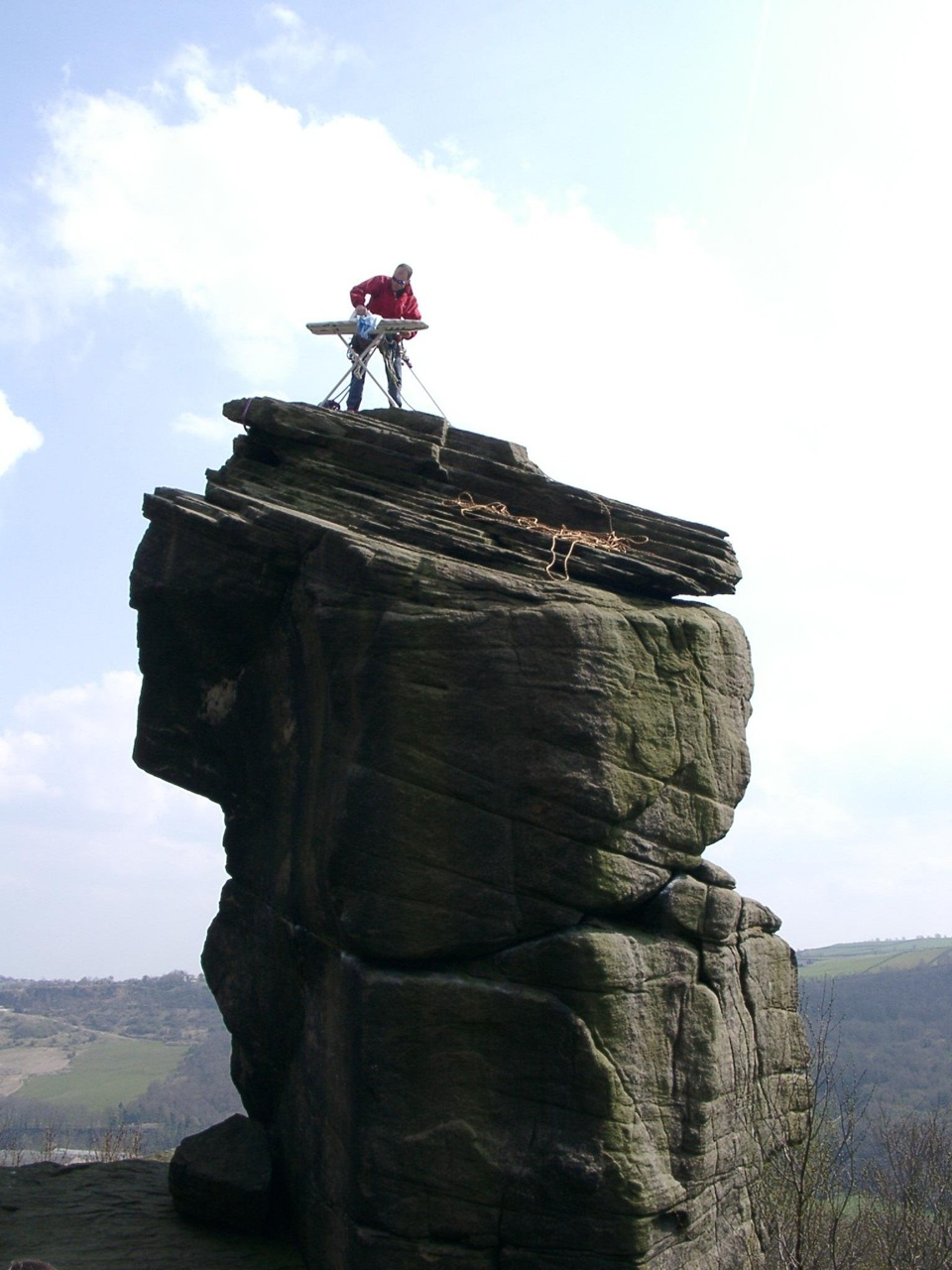
Extreem strijken bij Sheffield (Engeland)

Extreem strijken is een  extreme sport waarbij de deelnemer een strijkplank, een strijkijzer en een paar kledingstukken meeneemt naar een moeilijk te bereiken locatie, die hij bijvoorbeeld met alpinisme of kajakken moet bereiken. Soms gaan de beoefenaars van de sport zo ver dat ze tijdens het kajakken of kanoën gaan strijken.
De sport is in 1997 uitgevonden door de Engelsman Phil "Steam" Shaw, en kent sindsdien een aantal beoefenaars. Met de sport worden het als typisch mannelijk geldende extremesportwezen en het huishouden, traditioneel met vrouwen geassocieerd, op een opmerkelijke manier met elkaar in verband gebracht. Veel mensen zagen en zien het fenomeen, dat vooral in Groot-Brittannië maar ook ver daarbuiten de pers haalde, als een grap of een parodie op het extreem sporten en als iets typisch Engels. De meeste beoefenaars gaan er echter serieus mee om.
Om de strijkijzers energie te geven is een bron nodig. In het begin werden vaak zeer lange verlengsnoeren gebruikt, later ging men over op strijkijzers met een accu. Mogelijk gebruiken veel extreemstrijkers tegenwoordig geen energiebron en strijken ze met een koud ijzer; het gaat dan uiteraard geheel om de handeling, niet om het resultaat van gestreken kleren.